# Đinh Ý Nhi
Đinh Ý Nhi (Hà Nội, 1967) là một họa sĩ Việt Nam. Cô tốt nghiệp Đại học Mỹ thuật Hà Nội năm 1989. Cô đã đạt được thành công trong giai đoạn đầu những năm 1990 với những bức tranh hai màu, đỏ hoặc đen và trắng đề cập đến các chủ đề hiện đại và vô tính. Giống như Đỗ Thị Ninh, cô không chịu bị gán cho cái mác "nghệ sĩ nữ". Sau đó, cô lấy chồng, chuyển đến Đà Nẵng và thay đổi hoàn toàn phong cách của mình.
Cô bắt đầu đưa các yếu tố văn hóa đại chúng vào nghệ thuật của mình khi hàng hóa phương Tây xuất hiện nhiều hơn ở Việt Nam.